# Pere Espinosa i Mora
Pere Espinosa i Mora (Sant Celoni, 2 de març de 1971) és un comunicador televisiu i radiofònic català.
Va iniciar la seva carrera professional als mitjans de comunicació el 1993, com a conductor del programa Sputnik a Televisió de Catalunya, tasca que va dur a terme durant 5 anys, fins que el 1999 va fitxar pel programa Artèria 33. Al llarg del 1998 va compaginar la seva tasca a TVC amb la de guionista al programa Yakutake a Televisió Espanyola. El 1998 també inicia la seva activitat com a locutor radiofònic en el programa "El show del Espin" a Cadena SER – 40 Principales.
L'any 2000 inicia dos nous projectes: Presenta espais televisius a Auna Cable Menta (l'actual ONO), i presenta el programa radiofònic "Jo em pregunto", a Ràdio Barcelona. Del 2001 al 2002 dirigeix i presenta el programa "La gran jugada" i del 2002 al 2003 ho fa amb el programa "Què fas aquesta nit". El 2001 inicia una nova etapa a Catalunya Ràdio, amb el programa nocturn Intronit, que dirigeix i presenta fins al 2004. Paral·lelament, durant la temporada 2003–2004, presenta el programa d'entreteniment musical "Que venen els indis" a Flaix TV.
L'any 2005 s'incorpora al canal de televisió Canal Català amb el programa "Estat de Xoc v.1", que el 2006 evoluciona en el late xou "Estat de Xoc v.2", fins a trobar el 2007 en la seva versió definitiva "Estat de Xoc v.3". Durant els anys 2005 i 2007, col·labora també amb Ràdio Marina de Blanes, on condueix el programa setmanal "La qüestió Espinosa" i el 2006 presenta el programa despertador El matí i la mare que el va parir a Ràdio Flaixbac. El 2007 és fitxat per la Cadena SER en la nova emissora Ona FM (abans "Ona Catalana"), especialitzada en esports i diversió, on dirigeix i presenta cada tarda de dilluns a divendres el magazine "Miopia". L'u de setembre de 2008 arrenca la tercera temporada del programa.
Pere Espinosa també té una dilatada carrera com a disc jockey, al llarg dels anys ha punxat a les discoteques Copa, Tràfic, Uf! i Una stubbs de Sant Celoni; Memphis 3 a Vilalba Sasserra; Tiffany's a Baqueira Beret; Sur de Zeleste, Razzmatazz i Carpes de Montjuïc a Barcelona.
És soci copropietari i fundador del bar-musical Berlín i de la discoteca Attack (Sant Celoni) de 1994 al 2000.

## Discografia
- He vist la llum (Blue Moon, 2004)[7]
- Cops baixos (Música Global, 2006)[7]
- Evolució (Satélite K, 2015)[7]
- Parla: composta per Jofre Bardagí